# Vladimir Andreevič Steklov
Vladimir Andreevič Steklov (Nižnij Novgorod, 9 gennaio 1864 – Gaspra, 30 maggio 1926) è stato un matematico russo.
Docente all'università di Charkiv dal 1898 al 1906 e all'università di Pietroburgo dal 1906 al 1918, da lui prende nome la funzione di Steklov.
Gli è stato intitolato l'Istituto Steklov.